# Zielona (gmina w województwie stanisławowskim)
Zielona – dawna gmina wiejska w powiecie nadwórniańskim województwa stanisławowskiego II Rzeczypospolitej. Siedzibą gminy była Zielona.
Gminę utworzono 1 sierpnia 1934 r. w ramach reformy na podstawie ustawy scaleniowej z dotychczasowych gmin wiejskich: Pasieczna i Zielona.
Po II wojnie światowej obszar gminy znalazł się w ZSRR.